# تيتوس يونغ
تيتوس يونغ (بالإنجليزية: Titus Young)‏ هو لاعب كرة قدم أمريكية أمريكي، ولد في 21 أغسطس 1989 في لوس أنجلوس في الولايات المتحدة.

## وصلات خارجية
- تيتوس يونغ على موقع إي إس بي إن.كوم (أن.أف.أل)3
- تيتوس يونغ على موقع مرجع كرة القدم المحترفة.كوم (الإنجليزية)